# Денієл Редкліфф
Де́нієл Дже́йкоб Ре́дкліфф (англ. Daniel Jacob Radcliffe, нар. 23 липня 1989, Гаммерсміт, Лондон) — британський актор театру та кіно. Відомий завдяки ролі Гаррі Поттера у серії фільмів за мотивами романів англійської письменниці Джоан Роулінг. 2009 року був занесений до Книги рекордів Гіннеса як найбільш високооплачуваний актор десятиліття. Отримав іменну зірку на голлівудській Алеї слави в Каліфорнії за внесок у кіномистецтво.

## Життєпис
Народився в лондонському районі Гаммерсміт. Його батьки, літературний агент Алан Редкліфф та телевізійна директорка з кастингу Марсія Грешем, не були у захваті від того, що син вже в п'ятирічному віці почав цікавитись професією актора. Одного разу Денієл вийшов на сцену в костюмі мавпочки — це був перший й останній раз, коли він взяв участь у шкільній постановці. В одному з інтерв'ю актор зізнався, що дуже боїться, що коли-небудь на телебачення потрапить відеокасета з його «дебютом» і йому доведеться ховати очі від сорому.
Поки знімався у шпигунському трилері «Кравець з Панами» (2001), де виконував роль сина героїв Джеффрі Раша та Джеймі Лі Кертіс, в Англії почався тривалий і складний пошук юних талантів для екранізації найпопулярнішої у світі сучасної дитячої книги. Режисер Кріс Коламбус, переглянувши «Девіда Копперфілда», попросив свого асистента з кастингу запросити юного актора на прослуховування. Це сталося після дев'яти місяців безплідних пошуків, коли переглянули понад 16 тисяч претендентів, а до початку знімань лишалося два місяці. «Якщо чесно, ми вже думали, що доведеться знімати „Гаррі Поттер і філософський камінь“ без Гаррі», — жартував продюсер Девід Гейман. Батьки Денієла відмовилися від запрошення, щоб захистити сина від руйнування даремних надій. Проте Алан Редкліфф виявився давнім знайомим Геймана. Зустрівши Редкліффів у театрі, на виставі «Каміння в його кишенях», продюсер довго намагався уявити Денієла в ролі Гаррі, а наступного ранку переконав батьків юного актора змінити своє рішення. Авторка книжки Джоан Роулінг була дуже задоволена вибором режисера, і в серпні 2000 р. Денієл отримав роль. Редкліфф каже, що хотів би стати письменником чи режисером. Ще одне його серйозне захоплення — музика: Денієл грає на бас-гітарі та сподівається з часом знайти однодумців, щоб створити групу. 2002 року він дебютував на сцені у виставі Кеннета Брена «П'єса, яку я написав».

### Театральна діяльність
2004 року, крім роботи в кіно, виконав роль в лондонській версії постановки музичної комедії «The Play What I Wrote».
З лютого 2007 року по лютий 2009 року грав в іншій театральній постановці — «Еквус», по знаменитій п'єсі Пітера Шеффера, режисер Теа Шеррок спочатку в Вест-Енді, а потім на Бродвеї (Бродгерст-театр), 5 вересня 2008 — 9 лютого 2009).
За сюжетом п'єси Алан Стренг, хлопчик-конюх, на ґрунті любові до коней засліплює їх і сходить з розуму (роль психіатра Дайзерт виконував Річард Гріффітс, — Дядько Вернон в «Гаррі Поттера»). Після того як були випущені перші фотографії вистави з оголеним героєм Редкліффа, багато батьків виступили з вимогою припинити участь Денієла в цьому заході, пригрозивши в іншому випадку заборонити своїм дітям перегляд його фільмів. 2011 року зіграв Джея Пайрпонта Фінча, мийника вікон з Нью-Йорка, у мюзиклі «Як досягти успіху в бізнесі, нічого не роблячи».
З 25 лютого по 6 травня 2017 року грає Розенкранца в п'єсі Тома Стоппарда «Розенкранц і Гільденстерн мертві» в театрі Олд Вік (у ролі Гільденстерна — Джошуа Магвайр). Постанова отримала чотиризіркові відгуки від The Guardian, The Independent і The Telegraph, а присутність Редкліффа забезпечило повністю продані зали на весь період показу, що призвело до продовження спектаклю (первісна дата закриття 29 квітня). 20 квітня 2017 року спектакль транслювався в кінотеатрах Великої Британії та по всьому світу в рамках проєкту «Національний театр в прямому ефірі».

### Громадська діяльність
Денієл робить посильний внесок в боротьбу за права геїв. Виступаючи проти гомофобії, 2009 року Редкліфф почав зніматися в соціальній рекламі для проєкту «Тревор» — організації, що надає освітні матеріали про гомосексуальність і запобіганням самогубств ЛГБТ-підлітків. Актор уперше дізнався про проєкт під час роботи над п'єсою «Еквус» 2008 року. Він зробив серйозне фінансове пожертвування цієї організації. В інтерв'ю 2010 року Денієл сказав:
Я завжди ненавидів тих, хто нетерпимий до геїв, лесбійок чи бісексуальності. Я вважаю, мені дуже пощастило, що зараз я можу реально допомогти і внести свій посильний вклад.
У тому ж інтерв'ю він говорив про важливість участі публічних персон в боротьбі за рівні права. Редкліфф вважає цю діяльність однієї з найважливіших складових своєї кар'єри. 2011 року проєктом «Тревор» ушанував актора нагородою «Hero Award».

У 2022 році, під час повномасштабного вторгнення Росії на територію України, висловив у своєму пості в Instagram власну підтримку українців. Зокрема, актор порівняв Путіна з Волдемортом, натякаючи на поразку. Своє послання Денієл Редкліфф описав словами: 
Я ще раз кажу вам усім: у світлі повернення лорда Волдеморта ми настільки сильні, наскільки ми єдині, настільки слабкі, наскільки ми розділені.
Пізніше, того самого року, актор почав продавати мантії із серії фільмів «Гаррі Поттер» для фінансової підтримки українських родин, що постраждали від російської агресії.

### Особисте життя

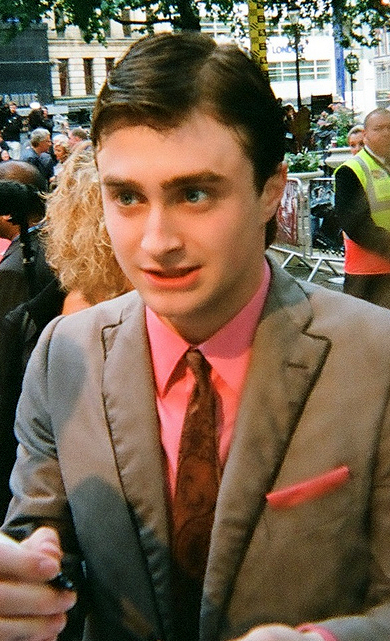
Денієл Редкліфф 25 липня 2009 на прем'єрі фільму Гаррі Поттер і Напівкровний Принц

2008 року Редкліфф зізнався, що хворіє на диспраксію.
Заявив, що він є атеїстом, а також пишається тим, що він єврей.
2009 року в інтерв'ю журналу Attitude актор заявив про свою підтримку ліберальних демократів.
2010 року Редкліфф зізнався, що у нього були проблеми з алкоголем. Причиною цього став неймовірний успіх фільмів про Гаррі Поттера, і тоді він вирішив повністю присвятити себе «цій насолоді життя». Однак незабаром він перестав пити.
У січні 2012 року Редкліфф заявив, що перебуває у стосунках з асистенткою режисера Розі Кокер. Але вже в жовтні того ж року стало відомо про їхній розрив. З 2012 року зустрічається з американською актрисою Ерін Дарк, яку зустрів на зніманнях фільму «Убий своїх коханих».
У квітні 2022 року оголосив про завершення акторською кар'єри до кінця 2024 року.
У березні 2023 року було підтверджено, що пара чекає першу спільну дитину. Дарк народила наступного місяця.

## Фільмографія

### Кінофільми
| Рік  |    | Українська назва                     | Оригінальна назва                             | Роль           |
| ---- | -- | ------------------------------------ | --------------------------------------------- | -------------- |
| 2001 | ф  | Кравець з Панами                     | The Tailor of Panama                          | Марк Пендел    |
| 2001 | ф  | Гаррі Поттер і філософський камінь   | Harry Potter and the Philosopher's Stone      | Гаррі Поттер   |
| 2002 | ф  | Гаррі Поттер і таємна кімната        | Harry Potter and the Chamber of Secrets       | Гаррі Поттер   |
| 2004 | ф  | Гаррі Поттер і в'язень Азкабану      | Harry Potter and the Prisoner of Azkaban      | Гаррі Поттер   |
| 2005 | ф  | Гаррі Поттер і Келих Вогню           | Harry Potter and the Goblet of Fire           | Гаррі Поттер   |
| 2007 | ф  | Гаррі Поттер і Орден Фенікса         | Harry Potter and the Order of the Phoenix     | Гаррі Поттер   |
| 2007 | ф  | Грудневі хлопчики                    | December Boys                                 | Мапс           |
| 2009 | ф  | Гаррі Поттер і напівкровний Принц    | Harry Potter and the Half-Blood               | Гаррі Поттер   |
| 2010 | ф  | Гаррі Поттер і Смертельні реліквії 1 | Harry Potter and the Deathly Hallows — Part 1 | Гаррі Поттер   |
| 2011 | ф  | Гаррі Поттер і Смертельні реліквії 2 | Harry Potter and the Deathly Hallows — Part 2 | Гаррі Поттер   |
| 2012 | ф  | Жінка в чорному                      | The Woman in Black                            | Артур Кіппс    |
| 2013 | ф  | Вбий своїх коханих                   | Kill Your Darlings                            | Аллен Гінсберг |
| 2013 | ф  | Роги                                 | Horns                                         | Іг Перріш      |
| 2013 | ф  | Дружба і ніякого сексу?              | What If                                       | Воллес         |
| 2015 | ф  | Дівчина без комплексів               | Trainwreck                                    | камео          |
| 2015 | ф  | Віктор Франкенштейн                  | Victor Frankenstein                           | Ігор           |
| 2016 | ф  | Людина — швейцарський ніж            | Swiss Army Man                                | Менні          |
| 2016 | ф  | Ілюзія обману: Другий акт            | Now You See Me 2                              | Волтер Мабрі   |
| 2016 | ф  | Абсолютна влада                      | Imperium                                      | Нейт Фостер    |
| 2017 | ф  | Джунглі                              | Jungle                                        | Йоссі Гінсберг |
| 2018 | ф  | Небезпечне завдання                  | Beast of Burden                               | Шон Хаґґерті   |
| 2019 | мф | Playmobil: Фільм                     | Playmobil: The Movie                          | Рекс Дешер     |
| 2019 | ф  | Стволи Акімбо                        | Guns Akimbo                                   | Майлз          |
| 2020 | ф  | Втеча з Преторії                     | Escape from Pretoria                          | Тім Дженкін    |
| 2022 | ф  | Загублене місто D                    | The Lost City of D                            | Ферфакс        |
| 2025 | ф  | Ілюзія обману 3                      | Now You See Me 3                              | Волтер Мабрі   |

### Телебачення
| Рік       |     | Українська назва                  | Оригінальна назва            | Роль                                                                          |
| --------- | --- | --------------------------------- | ---------------------------- | ----------------------------------------------------------------------------- |
| 1999      | тф  | Девід Коперфілд                   | David Copperfield            | юний Девід Коперфілд                                                          |
| 2006      | с   | Масовка                           | Extras                       | Денієл Редкліфф (Епізод: "Daniel Radcliffe")                                  |
| 2007      | тф  | Мій хлопчик Джек                  | My Boy Jack                  | Джон Кіплінг                                                                  |
| 2010      | мс  | Сімпсони                          | The Simpsons                 | Едмунд (Епізод: "Treehouse of Horror XXI")                                    |
| 2012      | с   | Суботнього вечора в прямому ефірі | Saturday Night Live          | гість (Епізод: "Daniel Radcliffe / Lana Del Rey")                             |
| 2012      | мс  | Робоцип                           | Robot Chicken                | Паровозик Томас (Епізод: "Hemlock Gin and Juice")                             |
| 2012—2013 | с   | Записки юного лікаря              | A Young Doctor's Notebook    | Володимир Бомгард (8 епізодів)                                                |
| 2015      | мс  | Сімпсони                          | The Simpsons                 | Діґґз (Епізод: "Diggs")                                                       |
| 2015      | мс  | Кінь БоДжек                       | BoJack Horseman              | Денієл Редкліфф (Епізод: "Let's Find Out")                                    |
| 2015      | тф  |                                   | The Gamechangers             | Сем Гаузер                                                                    |
| 2017      | мс  | Робоцип                           | Robot Chicken                | Ґарет (Епізод: "Walking Dead Special")                                        |
| 2018      | мс  | Сімпсони                          | The Simpsons                 | Денієл Редкліфф (Епізод: "No Good Read Goes Unpunished")                      |
| 2019—2023 | с   | Чудотворці                        | Miracle Workers              | Крейґ (сезон 1) Принц Чонслі (сезон 2) Єзекіїль Браун (сезон 3) Сід (сезон 4) |
| 2020      | с   | Незламна Кіммі Шмідт              | Unbreakable Kimmy Schmidt    | Принц Фрідріх (Епізод: "Kimmy vs the Reverend")                               |
| 2022      | док | Повернення до Гоґвортсу           | Return to Hogwarts           | гість                                                                         |
| 2022      | тф  | Дивний: Історія Ела Янковича      | Weird: The Al Yankovic Story | «Дивний Ел» Янковик                                                           |
| 2022      | мс  | Рік та Морті                      | Rick and Morty               | Лицар Сонця (Епізод: "A Rick in King Mortur's Mort")                          |